# Recopa de la AFC 1994-95
La Recopa de la AFC 1994/95 es la quinta edición de este torneo de fútbol a nivel de clubes de Asia organizado por la AFC y que contó con la participación de 20 equipos campeones de copa de sus respectivos países, 2 equipos más que en la edición anterior, incluyendo por primera vez a representantes de países que pertenecieron a la Unión Soviética.
El Yokohama Flügels de Japón venció en la final a Al-Shaab de los Emiratos Árabes Unidos para proclamarse campeón del torneo por primera vez en la primera final disputada a partido único.

## Ronda Preliminar

### Asia Central
| Club                | J | G | E | P | GF | GC | GD  | Pts |
| ------------------- | - | - | - | - | -- | -- | --- | --- |
| Taraz Club Dzhambul | 4 | 4 | 0 | 0 | 27 | 3  | +24 | 12  |
| Pakhtakor Tashkent  | 4 | 3 | 0 | 1 | 19 | 4  | +15 | 9   |
| Merw Mary           | 4 | 2 | 0 | 2 | 5  | 13 | -8  | 6   |
| Ravshan Kulob       | 4 | 1 | 0 | 3 | 3  | 19 | -16 | 3   |
| Alay Osh            | 4 | 0 | 0 | 4 | 3  | 18 | -15 | 0   |

| 25 de julio de 1994 | Ravshan Kulob       | 0–10 | Pakhtakor Tashkent  | Dzhambul, Kazajistán |
| 25 de julio de 1994 | Taraz Club Dzhambul | 8–1  | Alay Osh            | Dzhambul, Kazajistán |
| 27 de julio de 1994 | Alay Osh            | 1–3  | Merw Mary           | Dzhambul, Kazajistán |
| 27 de julio de 1994 | Taraz Club Dzhambul | 3–0  | Pakhtakor Tashkent  | Dzhambul, Kazajistán |
| 29 de julio de 1994 | Pakhtakor Tashkent  | 5–1  | Alay Osh            | Dzhambul, Kazajistán |
| 29 de julio de 1994 | Merw Mary           | 1–0  | Ravshan Kulob       | Dzhambul, Kazajistán |
| 31 de julio de 1994 | Pakhtakor Tashkent  | 4–0  | Merw Mary           | Dzhambul, Kazajistán |
| 31 de julio de 1994 | Taraz Club Dzhambul | 8–1  | Ravshan Kulob       | Dzhambul, Kazajistán |
| 2 de agosto de 1994 | Alay Osh            | 0–2  | Ravshan Kulob       | Dzhambul, Kazajistán |
| 2 de agosto de 1994 | Merw Mary           | 1–8  | Taraz Club Dzhambul | Dzhambul, Kazajistán |

### Asia Oriental
| Club         | J | G | E | L | GF | GC | GD | Pts |
| ------------ | - | - | - | - | -- | -- | -- | --- |
| Renown SC    | 1 | 1 | 0 | 0 | 2  | 1  | +1 | 2 1 |
| East Bengal  | 2 | 1 | 0 | 1 | 5  | 2  | +3 | 2   |
| Club Lagoons | 1 | 0 | 0 | 1 | 0  | 4  | -4 | 0 1 |

1 Un resultado se desconoce (Renown ganó o empató y así ganó el grupo); 

El representante de Pakistán abandonó el torneo
| 3 de agosto de 1994 | Renown SC   | unk | Club Lagoons | Colombo, Sri Lanka |
| 5 de agosto de 1994 | East Bengal | 4–0 | Club Lagoons | Colombo, Sri Lanka |
| 7 de agosto de 1994 | Renown SC   | 2–1 | East Bengal  | Colombo, Sri Lanka |

## Primera Ronda

### Asia Occidental
| Equipo 1            | Agr.   | Equipo 2     | Ida | Vuelta |
| ------------------- | ------ | ------------ | --- | ------ |
| Al Qadisiya         | 2-1    | Al-Oruba Sur | 2-0 | 0-1    |
| Al Faisaly          | (w/o)1 | Al Tilal     |     |        |
| Muharraq            | bye    |              |     |        |
| Al Ittihad          | bye    |              |     |        |
| Al-Sadd             | bye    |              |     |        |
| Al Bourj            | bye    |              |     |        |
| Al-Shaab            | bye    |              |     |        |
| Jonoob Ahvaz2       | bye    |              |     |        |
| Taraz Club Dzhambul | bye    |              |     |        |

1 Al Tilal abandonó el torneo 

2 El Jonoob Ahvaz también estaba inscrito como Abva Khak Djonoob y Navard Loleh, ambos por razones de patrocinio

### Asia Oriental
| Equipo 1                 | Agr.   | Equipo 2    | Ida | Vuelta |
| ------------------------ | ------ | ----------- | --- | ------ |
| Telephone Org. Tailandia | (w/o)1 | East Bengal | 4-1 |        |
| Kuala Lumpur FA          | 7-1    | ABDB        | 5-1 | 2-0    |
| Renown SC2               | bye    |             |     |        |
| Instant Dict             | bye    |             |     |        |
| Gelora Dewata            | bye    |             |     |        |
| Quang Nam Danang         | bye    |             |     |        |
| Yokohama Flügels         | bye    |             |     |        |

1 El East Bengal abandonó el torneo luego de jugar el partido de ida

2 El representante de Sri Lanka también estaba como Ratnam SC

## Segunda Runda

### Asia Occidental
| Equipo 1     | Agr.        | Equipo 2            | Ida | Vuelta |
| ------------ | ----------- | ------------------- | --- | ------ |
| Muharraq     | 2-6         | Al Ittihad          | 1-3 | 1-3    |
| Al Sadd      | (w/o)1      | Al Qadisiya         | 2-0 |        |
| Al Bourj     | 1-5         | Al-Shaab            | 0-1 | 1-4    |
| Jonoob Ahvaz | 1-1 (5-4 p) | Taraz Club Dzhambul | 1-0 | 0-1    |

1 Al Qadisiya abandonó el torneo luego de jugar el partido de ida

### Asia Oriental
| Equipo 1                 | Agr. | Equipo 2         | Ida | Vuelta |
| ------------------------ | ---- | ---------------- | --- | ------ |
| Renown SC                | 0-6  | Instant Dict     | 0-2 | 0-4    |
| Kuala Lumpur FA          | 1    | Gelora Dewata    | 2-1 | 0-2    |
| Telephone Org. Tailandia | 8-2  | Quang Nam Danang | 5-2 | 3-0    |
| Yokohama Flügels         | bye2 |                  |     |        |

1 El Gelora Dewata fue descalificado por alinear a jugadores inelegibles 

2 Aparentemente el East Bengal abandonó el torneo

## Cuartos de final

### Asia Occidental
| Equipo 1   | Agr.    | Equipo 2     | Ida | Vuelta |
| ---------- | ------- | ------------ | --- | ------ |
| Al-Ittihad | 2-0     | Al-Sadd      | 0-0 | 2-0    |
| Al-Shaab   | 1-1 (a) | Jonoob Ahvaz | 0-0 | 1-1    |

### Asia Oriental
| Equipo 1                 | Agr.      | Equipo 2         | Ida | Vuelta |
| ------------------------ | --------- | ---------------- | --- | ------ |
| Instant Dict             | 3-4       | Yokohama Flügels | 2-1 | 1-3    |
| Telephone Org. Tailandia | 5-3 (aet) | Kuala Lumpur FA  | 2-1 | 3-2    |

## Semifinales
Todos los partidos se jugaron en Sharjah, Emiratos Árabes Unidos.
| Equipo 1         | Resultado   | Equipo 2                 |
| ---------------- | ----------- | ------------------------ |
| Yokohama Flügels | 4-2         | Telephone Org. Tailandia |
| Al-Shaab         | 1-1 (4-2 p) | Al Ittihad               |

## Tercer Lugar
| 22 de enero de 1995 | Al Ittihad  | 1–1 (t. s.)(4-2 p.) | Telephone Org. Tailandia | Sharjah Stadium, Sharjah, UAE |  |
|                     | Jabarti 75' |                     | Saychon Panfak 86'       |                               |  |

## Final
| 22 de enero de 1995 | Yokohama Flügels | 2–1 (t. s.) | Al Shaab  | Sharjah Stadium, Sharjah, UAE |  |
|                     | Watanabe 37' 95' |             | Keita 74' |                               |  |

## Campeón
| Recopa de la AFC 1994/95   |
| -------------------------- |
| Bandera de Japón           |
| Yokohama Flügels 1º Título |